# Herb (película)
Herb (hangul:허브) es una película surcoreana de 2007, dirigida por Heo En-moo. Kang Hye-jung interpretó a una mujer de 20 años con las habilidades mentales y emocionales de un niño de siete años, quién se enamora de un policía al cual ve como su Príncipe Encantador, pero se enfrenta a la tragedia cuándo es forzada a tratar su realidad y la de quienes la rodean.

## Sinopsis
Sang-eun es una joven de 20 años de edad, de buen corazón y posee un don extraordinario para el origami. Ella tiene una madre amorosa y amigos, pero tiene la inteligencia de un niño de 7 años de edad. Sang-Eun aprende todo poco a poco y hay un montón de cosas que ella no sabe. Está obsesionada con la idea de que se reunirá con el príncipe de sus sueños, como en los cuentos de hadas, que tan a menudo lee.
Un día Sang-Eun conoce a un oficial de tránsito, que ella cree que puede ser el príncipe de sus sueños. El oficial es  Lee Jong-beom, quien tiene una fuerte inclinación por las mujeres hermosas. Él cree erróneamente que Sang-Eun es una abogada pero tan pronto se da cuenta de su estado mental la deja.
Sang-Eun vuelve a casa solo para encontrar a su mamá llorando. Su madre acaba de regresar de una cita en el hospital. Sang-Eun, mientras ella coloca las cosas en cajas y envolturas por año, ahora está preocupada de que su mamá pronto podría desaparecer como la abuela de una amiga.

## Reparto
- Kang Hye-jung ... Sang-eun
- Bae Jong-ok ... madre de Sang-eun
- Jung Kyung-ho ... Lee Jong-beom
- Lee Mi-young ... Mi-ja
- Lee Won-jong ... oficial de policía Jang
- Lee Young-yoo ... Young-ran
- Woo Seung-yeon
- Kim Young-hoon